# 도러시 딜레이
도러시 딜레이(Dorothy DeLay, 1917년 3월 31일 ~ 2002년 3월 24일)는 주로 줄리아드 학교에서 활동한 미국의 바이올린 교사였다.

## 생애
딜레이는 캔자스주 메디신로지(Medicine Lodge)에서 태어났다. 그녀는 오벌린 음악대학에서 레이먼드 서프와 함께 공부하다가 미시간 주립 대학교로 편입하여 학사 학위를 받았다. 그녀는 Stuyvesant Trio의 창립자이기도 하였다. (1939년~42년)
딜레이는 뉴욕시에서 84세의 나이로 암으로 죽었다. 그녀의 남편, 에드워드 뉴스하우스와 두 명의 아이들, 네 명의 손자 손녀들은 그녀가 죽기 전에 그녀를 보살펴 주었다.